# Erinus
Erinus es un género con 33 especies de plantas con flores perteneciente a la familia Scrophulariaceae. 

## Etimología
erinus: epíteto que procede del término griego erinos, que significa erizo.

## Especies seleccionadas
- Erinus africanus
- Erinus alpinus
- Erinus americanus
- Erinus aethiopicus
- Erinus bilabiatus